# Milford Sound

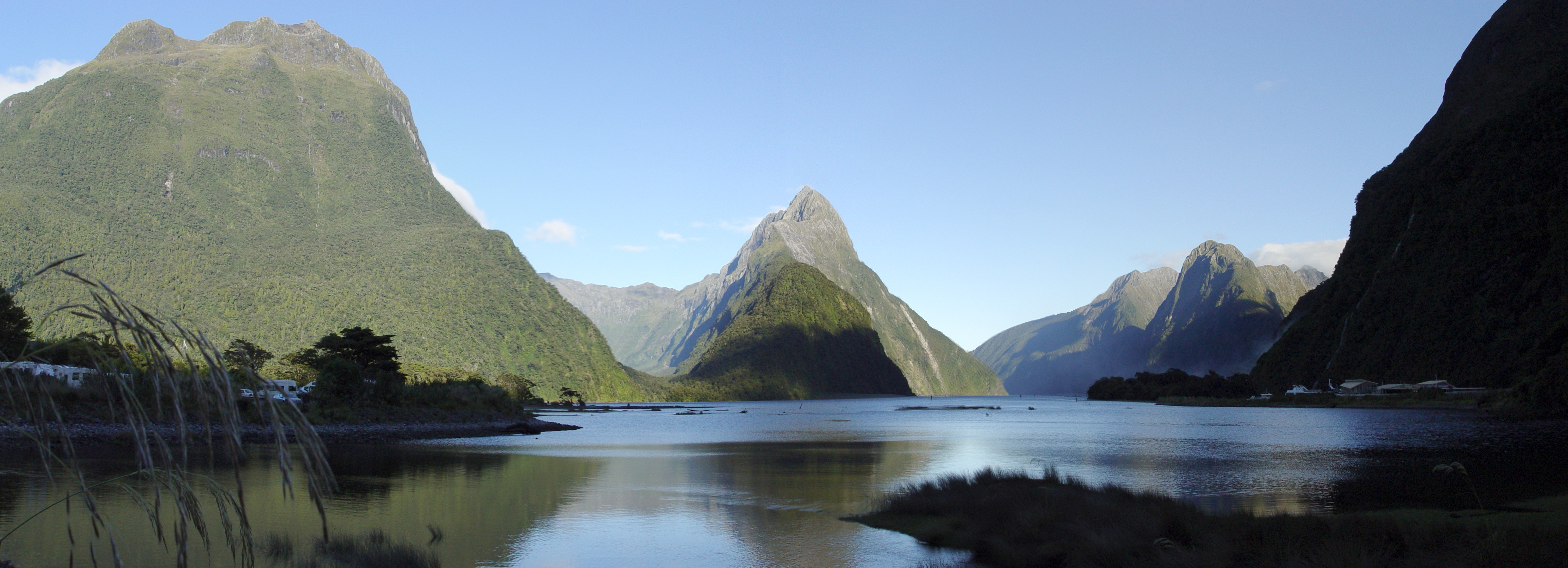
Panorama fjordu Milford Sound

Milford Sound (maorsky Piopiotahi) je fjord nacházející se na jihozápadu novozélandského Jižního ostrova. Fjord je součástí národního parku Fiordland. Tento národní park patří do přírodní rezervace Te Wahipounamu, která je zapsaná na seznamu světového dědictví. Svůj název dostal Milford Sound podle města Milford Haven v britském Walesu.
Na pobřeží tohoto fjordu končí turistická trasa Milford Track.

## Galerie

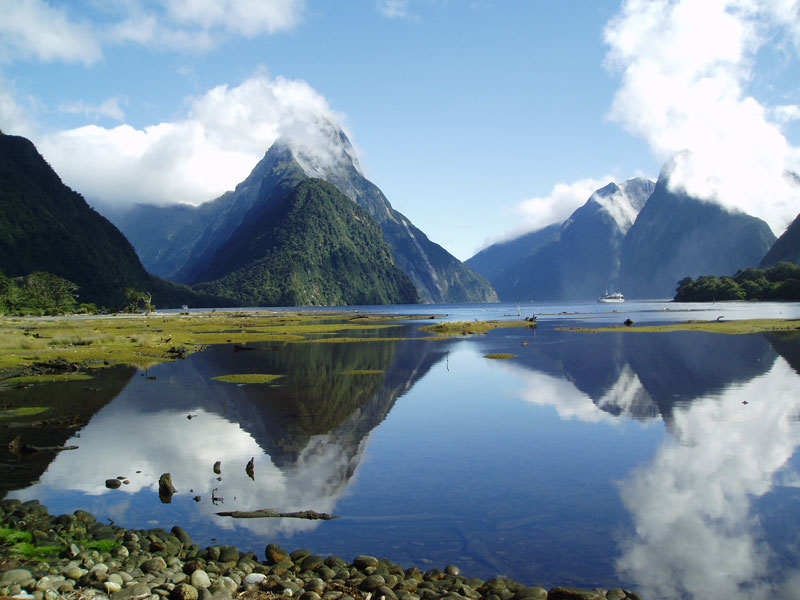
Milford Sound, fjord na Novém Zélandu (2005)
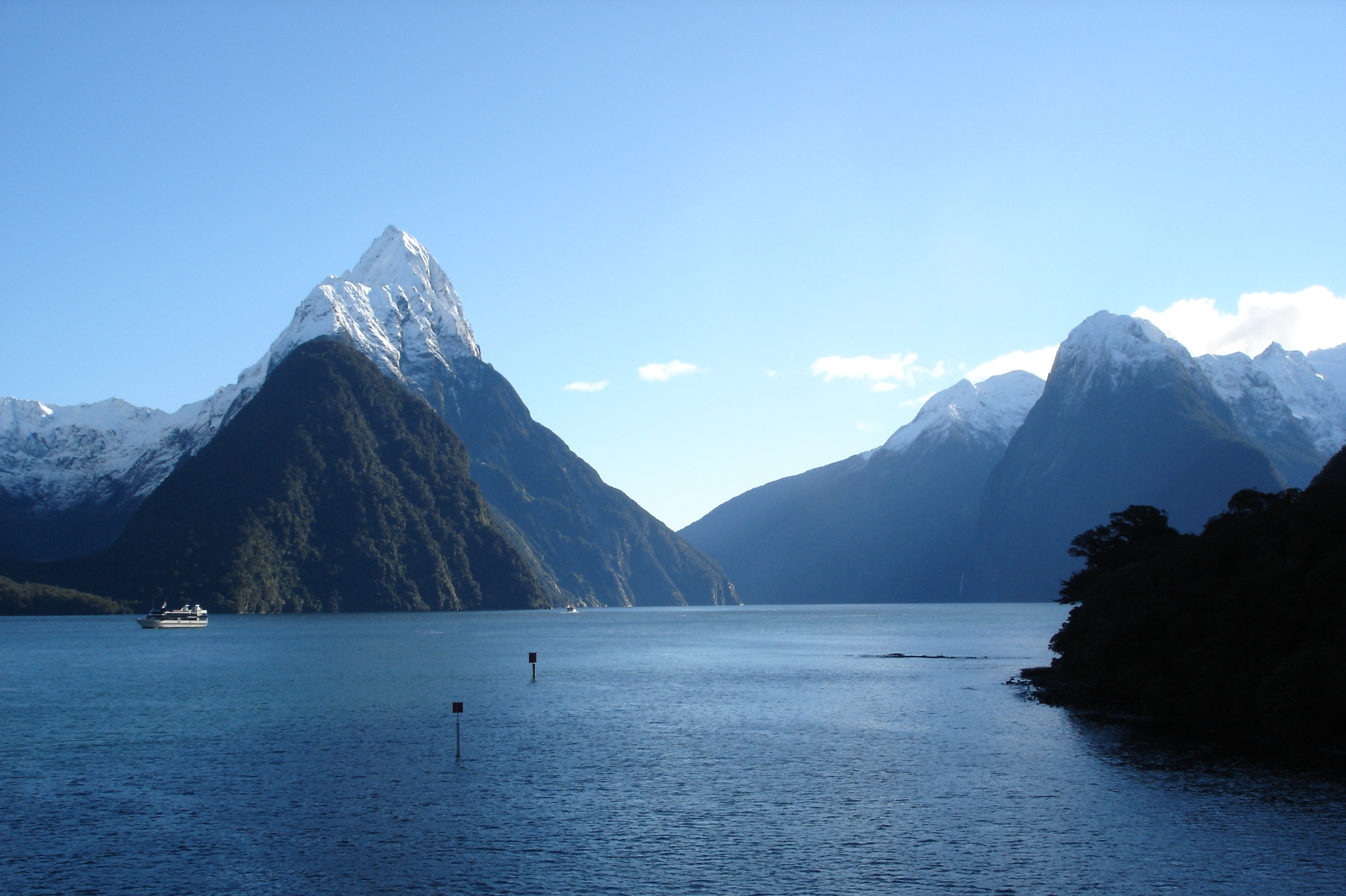
Milford Sound
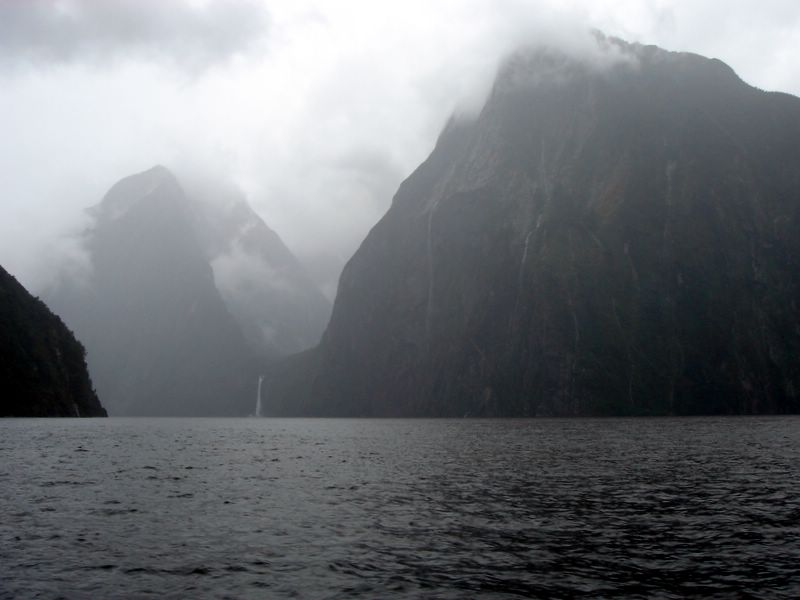
Milford Sound leží v krajině s vysokými srážkami
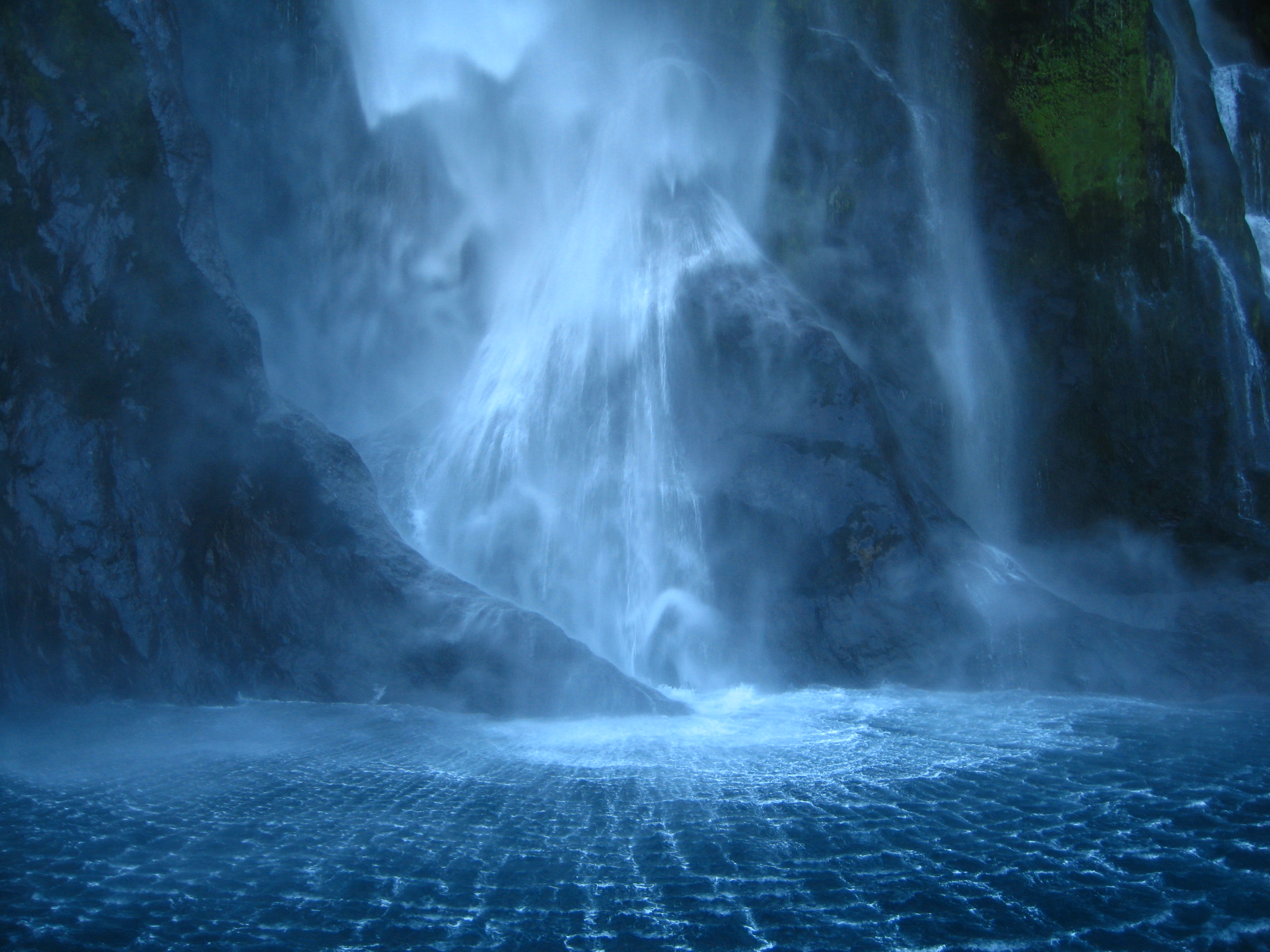
Vodopády Stirling Falls
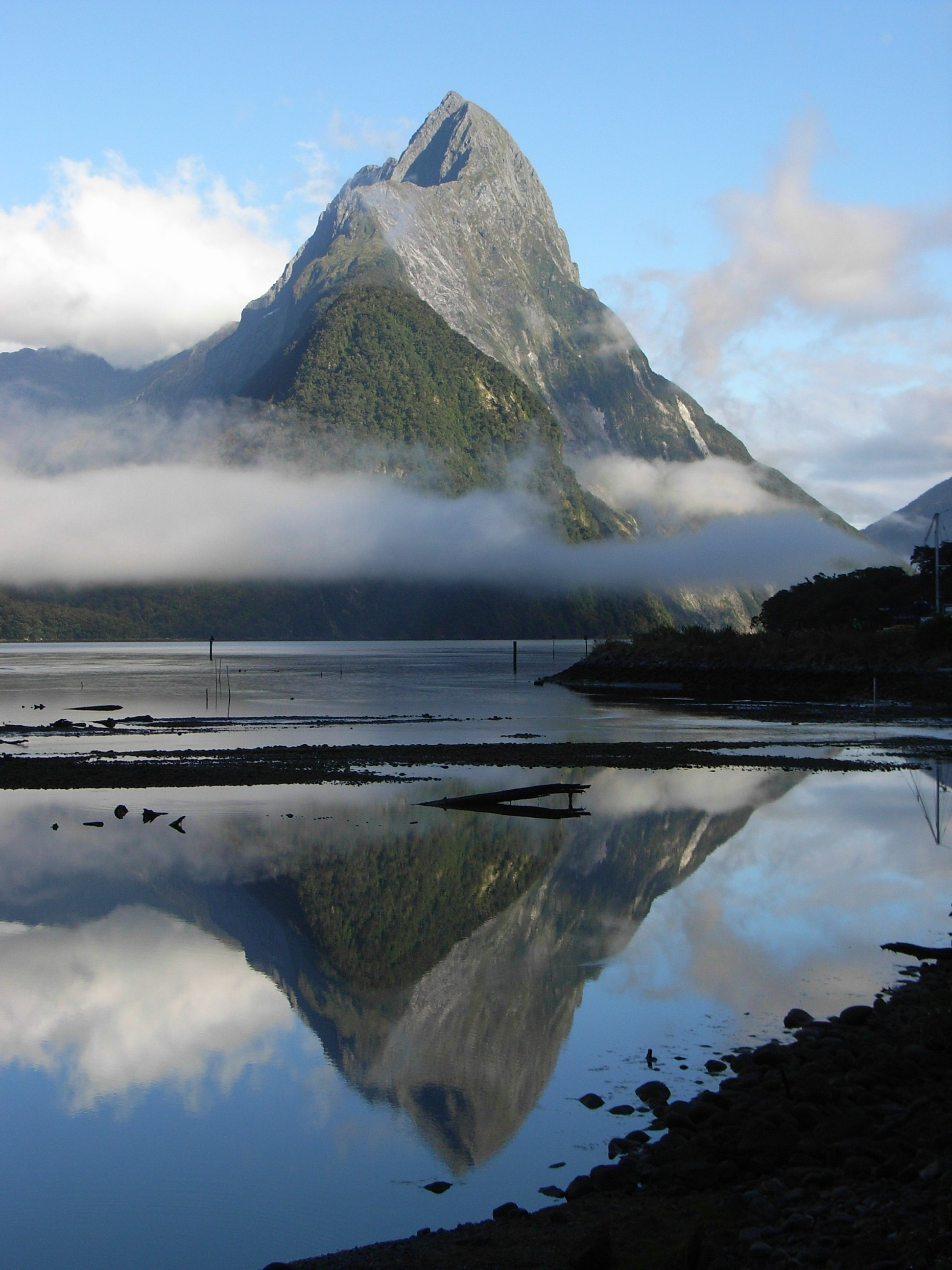
Pohled na horu Mitre Peak